# Bert Bailey
Albert Edward Bailey, Pseudonym Albert Edmunds, (* 11. Juni 1868 in Auckland, Neuseeland; † 30. März 1953 in Darlinghurst, Australien) war ein australischer Schauspieler, Schriftsteller und Theaterimpresario.

## Leben

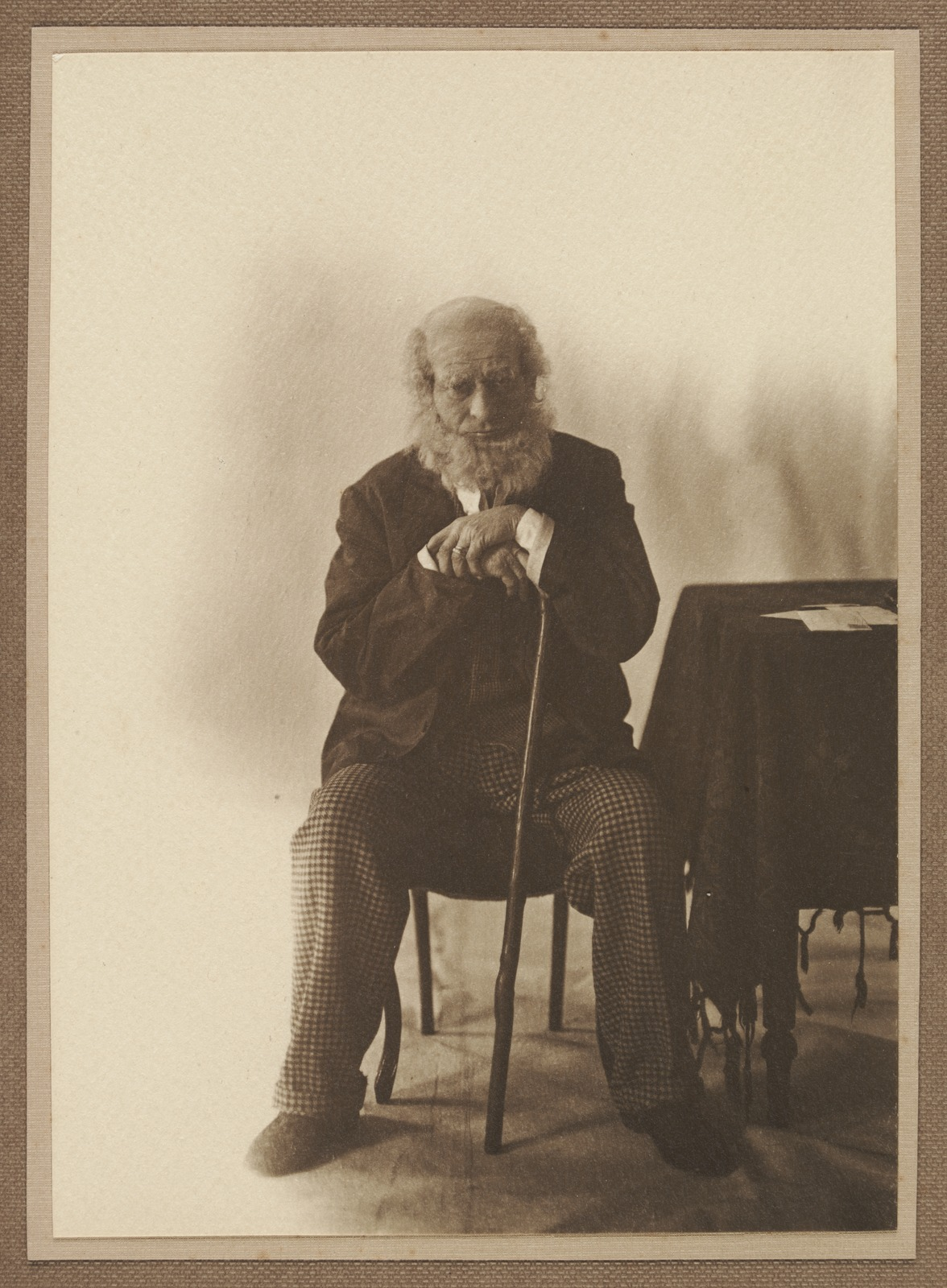
Bert Bailey sitzt mit Stock, geschminkt und kostümiert. Um 1910–1913 von der Fotografin Mina Moore (1882–1957), May und Mina Moore Collection, State Library Victoria (Australien)

Bailey wurde nach dem Besuch der Cleveland Street Public School und verschiedenen Jobs, unter anderem als Telegrammbote, 1889 Mitglied von Edmund Duggans Schauspielkompagnie, mit der er durch Australien zog. 1900 wechselten beide als Schauspieler zur Truppe William Andersons, eines Schwagers von Duggan. 1902 heiratete Bailey die Schauspielerin Ivy Gorrick, mit der er ein Grundstück am Lake Macquarie erwarb und das Landhaus Kendall Grange erbaute.
Unter dem Pseudonym Albert Edmunds verfassten er und Duggan das Outback-Melodram The Squatter's Daughter, das 1907 am Theatre Royal in Melbourne Premiere hatte, mit großem kommerziellem Erfolg lief und 1910 unter seiner Leitung verfilmt wurde. Weitere gemeinsame Werke waren The Man from Out Back, das 1908 an Andersons King's Theatre uraufgeführt wurde, The Native Born und On Our Selection (nach Steele Rudd, 1912).
1912 gründete er mit Julius Grant das Theaterunternehmen Bailey & Grant, das Andersons King's Theatre in Melbourne übernahm. Hier liefen Stücke wie On Our Selection (1912), Duncan McClure and the Poor Parson (1916) und Gran'dad Rudd (1918) nach Steele Rudd und The Sentimental Bloke nach C. J. Dennis (1922). Nach einer Rundreise durch mehr als 100 Städte Australiens 1929 mit Barry Conners’ Cinderella-Parodie The Patsy zog sich Bailey vorübergehend von der Bühne zurück.
1932 spielte er mit Fred Macdonald in Ken G. Halls Verfilmung von On Our Selection beim Cinesounmd Studio in Sydney. Dem
erfolgreichen Film folgten Grandad Rudd (1935), Dad and Dave Come to Town (1938) und Dad Rudd, M.P. (1940). Danach führte er ein Leben als vermögender Privatmann.

## Filmografie
als Schauspieler
- 1910: The Squatter's Daughter
- 1911: The Christian
- 1932: On Our Selection
- 1935: Grandad Rudd
- 1938: Dad and Dave Come to Town
- 1940: Dad Rudd, M.P.
- 1943: South West Pacific